# دائرة تيسة
دائرة تيسة هي إحدى دوائر إقليم تاونات، التابع لجهة فاس مكناس، المملكة المغربية. تضم الدائرة 12 جماعة قروية، وبلغ عدد سكانها 158559 فرداً سنة 2004 حسب الإحصاء الرسمي للسكان والسكنى. يتبع للدائرة 29 مشيخة و418 دوار.

## التقسيمات الإداريّة
تعتبر دائرة تيسة إحدى الدوائر المشكّلة لإقليم تاونات، وهو التقسيم الإداري من المستوى الرابع المعتمد في المغرب. ينقسم إقليم تاونات إلى 44 جماعة قروية تختلف من حيث السكان والمساحة، والتي بدورها تنقسم إلى مشيخات تضم عدداً من الدواوير.